# Приволжское муниципальное образование (Марксовский район)
Приволжское муниципальное образование — сельское поселение в Марксовском районе Саратовской области Российской Федерации.
Административный центр — село Приволжское.

## История
Статус и границы сельского поселения установлены Законом Саратовской области от 27 декабря 2004 года № 07-ЗСО «О муниципальных образованиях, входящих в состав Марксовского муниципального района».

## Население
| 2010  | 2011  | 2012  | 2013  | 2014  | 2015  | 2016  |
| ----- | ----- | ----- | ----- | ----- | ----- | ----- |
| 6940  | ↘6927 | ↗6963 | ↘6950 | ↗7013 | ↘6970 | ↗6995 |
| 2017  | 2018  | 2019  | 2020  | 2021  |       |       |
| ↗7034 | ↘7025 | ↘6901 | ↘6792 | ↘6757 |       |       |

## Состав сельского поселения
| №  | Населённый пункт | Тип населённого пункта       | Население |
| -- | ---------------- | ---------------------------- | --------- |
| 1  | Андреевка        | село                         | ↘212      |
| 2  | Бобровка         | село                         | ↗372      |
| 3  | Восток           | посёлок                      | 23        |
| 4  | Звонарёвка       | село                         | ↗1548     |
| 5  | Красная Поляна   | село                         | ↘211      |
| 6  | Луговское        | село                         | ↘0        |
| 7  | Павловка         | село                         | ↗1697     |
| 8  | Приволжское      | село, административный центр | ↗1411     |
| 9  | Раскатово        | село                         | ↗1188     |
| 10 | Фурмановка       | село                         | ↗278      |